# Principessa misteriosa
Principessa misteriosa è un film muto del 1920 scritto e diretto da Herbert Brenon. Prodotto e distribuito dall'Unione Cinematografica Italiana, aveva come interpreti Marie Doro, Alberto Capozzi, Angelo Gallina.

## Produzione
Il film fu prodotto dall'Unione Cinematografica Italiana.

## Distribuzione
Distribuito dall'Unione Cinematografica Italiana, il film uscì nelle sale del Regno Unito nel settembre 1920. In Italia, venne distribuito nel novembre 1920. Internazionalmente, è conosciuto con il titolo inglese The Mysterious Princess.